# Tatsfield
Tatsfield est un village du district de Tandridge dans le comté du Surrey en Angleterre. 

## Histoire

### Crash de 1935
Le 10 décembre 1935, un Savoia-Marchetti S.73 imamtriculé  OO-AGN, opéré par la compagnie aérienne belge Sabena, s'écrase non loin du village alors qu'il effectuait un vol entre l'aérodrome d'Haren et celui de Croydon, causant la mort des 11 occupants de l'appareil.